# Yaginumaella simoni
Yaginumaella simoni is een spinnensoort uit de familie springspinnen (Salticidae). De soort komt voor in Bhutan.